# Тшешчина
Тшешчѝна (на полски: Trzeszczyna; на немски: Heinrichsfelde) е село в Северозападна Полша, Западнопоморско войводство, Лобезки окръг, община Лобез. То е част от солецтво Дално.

## История
Селото е създадена от сливането от териториите, които принадлежали на лобезки търговец Борхардт. До 1945 г. село принадлежали към Нацистка Германия. През периода 1975 – 1998 г. то е част от Шчечинско войводство.